# Учамети
Учамети (груз. უჩამეთი) — село в Грузии, на территории Харагаульского муниципалитета края (мхаре) Имеретия.

## География
Село находится в западной части Грузии, на правом берегу реки Чхеримелы, на расстоянии 4 километров к северо-западу от посёлка городского типа Харагаули, административного центра муниципалитета. Абсолютная высота — 317 метров над уровнем моря.

## Население
По результатам официальной переписи населения 2014 года, в Учамети проживало 47 человек (21 мужчина и 26 женщин). В национальной структуре населения грузины составляли 100 %.
| Год  | Население, человек |
| ---- | ------------------ |
| 2002 | 158                |
| 2014 | ↘ 47               |